# Їлінжоші Чжуцю
Їлінжоші Чжуцю (кит.: 伊陵尸逐就; д/н — 172) — шаньюй південних хунну в 147—172 роках.

## Життєпис
Про батьків відомості відсутні. Вважається нащадком одного з синів шаньюя, яких регулярно відправляли до ханської столиці Чан'ань. Отримав ім'я Цзючеер. 147 року після смерті шаньюя Хуланьжоші Чжуцзю призначається новим володарем південних хунну під ім'ям Їлінжоші Чжуцю.
Слабка позиція шаньюя, що фактично відсторонився й передав владу китайським чиновникам, викликала все більше невдоволення хунну. У 155 році східний юйцзяньтайціцзюйцюй (голова клану Цзюйцюй племені юйцзянь) Боде повстав й сплюндрував околиці столиці Мейдзі і в Аньдіні. Втім невдовзі східний великий дуюй Чжан Хуань розбив й полонив Боде. У 158 майже всі південні хунну повстали, з'єднавшись з сяньбі, потім напали на 9 прикордонних областей. 166 року шаньюй спільно з сяньбі й ухуанями здійснив новий напад на китайські землі. Чжан Хуань розбив їх, а шаньюя Їлінжоші Чжуцю заарештував.
Чжан Хуань спробував переконати ханський уряд змістити шаньюю, але марно. У 172 році Чжан Хуань змусив шаньюя зректися від престолу, невдовзі той помер. Натомість на трон поставлено сина останнього Тутежоші Чжуцзю.